# Franciszek Gągor
Franciszek Gągor (8. září 1951, Koniuszowa, Polsko - 10. dubna 2010, Pečersk, Rusko) byl generál pozemních sil polské armády, mezi lety 2006-2010 náčelník generálního štábu polské armády. Tragicky zahynul při letecké havárii u letiště Smolensk 10. dubna 2010. Posmrtně obdržel Velkokříž Řádu Polonia Restituta (Krzyż Wielki Orderu Odrodzenia Polski).

## Vzdělání
Roku 1969 absolvoval I Liceum Ogólnokształcącego im. Jana Długosza v Nowem Sączi. Mezi léty 1969-1973 studoval na Vysoké škole důstojnické mechanizovaných vojsk (Wyższa Szkoła Oficerska Wojsk Zmechanizowanych) ve Vratislavi. Vystudoval také anglickou filologii na Univerzitě Adama Mickiewicze (Uniwersytet im. Adama Mickiewicza) v Poznani. V roce 1998 obhájil na půdě Akademie Obrony Narodowej svoji práci Mezinárodní mírové operace a jejich místo v současné doktríně obrany Republiky polské (Międzynarodowe operacje pokojowe oraz ich miejsce we współczesnej doktrynie obronnej Rzeczypospolitej Polskiej) a získal titul doktora vojenských věd (doktor nauk wojskowych). V roce 2002 dokončil postgraduální studium na National Defense University v USA.

## Armádní kariéra
- podporučík - 1973
- poručík - 1976
- kapitán - 1980
- major - 1985
- podplukovník - 1989
- plukovník - 1993
- brigádní generál - 1997
- divizní generál - 2003
- generał broni - 2006
- generál - 2006

## Vyznamenání
| Stát/Organizace             | Stuha                                             | Název                                                         | Datum udělení     |
| --------------------------- | ------------------------------------------------- | ------------------------------------------------------------- | ----------------- |
| Česko                       |                                                   | Čestný odznak Přemysla Otakara II., krále železného a zlatého | 1. března 2007    |
| Francie                     |                                                   | Komandér Řádu čestné legie                                    | 17. prosince 2008 |
| Kanada                      |                                                   | Záslužný kříž za službu (vojenská divize) in memoriam         | 13. dubna 2011    |
| Polsko                      |                                                   | Velkokříž Řádu znovuzrozeného Polska in memoriam              | 16. dubna 2010    |
| Polsko                      |                                                   | Důstojník Řádu znovuzrozeného Polska                          | 2005              |
| Polsko                      |                                                   | Rytíř Řádu znovuzrozeného Polska                              | 1998              |
| Polsko                      |                                                   | Zlatý Záslužný kříž                                           | 1991              |
| Polsko                      | Zlatá Medaile ozbrojených sil ve službě vlasti    |                                                               |                   |
| Polsko                      | Stříbrná Medaile ozbrojených sil ve službě vlasti |                                                               |                   |
| Polsko                      | Bronzová Medaile ozbrojených sil ve službě vlasti |                                                               |                   |
| Polsko                      | Zlatá Medaile za zásluhy na národní obraně        |                                                               |                   |
| Polsko                      | Stříbrná Medaile za zásluhy na národní obraně     |                                                               |                   |
| Polsko                      | Bronzová Medaile za zásluhy na národní obraně     |                                                               |                   |
| Polsko                      |                                                   | Zlatá Medaile za dlouholetou službu                           | 2008              |
| Polsko                      | Medaile Pro Memoria                               |                                                               |                   |
| Portugalsko                 |                                                   | Velkokříž Řádu za zásluhy                                     | 1. září 2008      |
| Spojené státy americké      |                                                   | Komandér Legion of Merit                                      | 22. května 2008   |
|                             |                                                   |                                                               |                   |
| Organizace spojených národů |                                                   | Medaile OSN za UNEF II                                        |                   |
| Organizace spojených národů | Medaile OSN za UNDOF                              |                                                               |                   |
| Organizace spojených národů | Medaile OSN za UNIKOM                             |                                                               |                   |